# Lertha ledereri
Lertha ledereri är en insektsart som först beskrevs av Sélys-longchamps 1866.  Lertha ledereri ingår i släktet Lertha och familjen Nemopteridae. Inga underarter finns listade i Catalogue of Life.